# 近藤智勝
近藤 智勝（こんどう ともすぐ、1982年11月25日 - ）は、神奈川県出身の日本の元プロ野球選手（内野手）、野球指導者。

## 来歴

### 大学時代まで
小学3年生の時に野球を始める。中学生時代に緑東シニアに所属して全国優勝メンバーとなる。桐光学園高等学校では1年生からベンチに入るが、甲子園大会への出場はならなかった。
駒澤大学に進み、野球部では1年春からベンチに入ったという。同期には服部泰卓、後輩に新井良太がいた。卒業に際して大学の先輩である石毛宏典から、石毛の創設した四国アイランドリーグ（現・四国アイランドリーグplus）に誘いを受けて、香川オリーブガイナーズに入団した。

### 四国IL・香川時代
リーグ初年度でもある2005年は、初代の主将を務め、チームでただ一人全試合にフルイニング出場を果たす。
2年目の2006年にはリーグの打率4位となり、二塁手のベストナインに選出された。
3年目の2007年シーズンより登録名を「智勝」とする。この年も4番打者として打線の主軸を担い、遊撃手でベストナインに選出されている。三輪正義とは二遊間コンビを組んだ。シーズン中の5月には阪神タイガースがドラフト指名候補として調査しているという記事がスポーツ新聞に掲載されたが、NPBドラフト会議で指名されることはなかった。
2008年は再び二塁手としてベストナインに選出された。2009年は三塁手で4度目のベストナインに選ばれている。
2010年のシーズン終了後に退団（任意引退）。後の報道によると、現役末期に他球団への移籍も考えたが「香川で骨を埋める決断」をしたという。

### 現役引退後
引退後、当時香川球団が運営していた野球教室「ガイナーズベースボールアカデミー」の野手コーチとなる。球団広報を務めた時期もあった。
2012年1月16日、香川の野手コーチに就任。なお、コーチとしても登録名は現役後半と同じ「智勝」とした。リーグ出身（NPB経験なし）選手として（兼任を除いて）初のコーチだった。野手コーチ在任中にチームの野手から、星野雄大・水口大地（以上2012年）、大木貴将・赤松幸輔（以上2015年）、松澤裕介（2015年・2016年）が、NPBドラフト会議で指名（育成選手枠を含む）を受けた。
2020年3月25日、監督への就任が発表される。これは、このシーズンからゼネラルマネージャーを兼任して指揮を執る予定だった総監督の松中信彦が、十分に練習に参加できない等の事情から監督権限を委ねる形にしたものであった。日本独立リーグ野球機構に所属する球団の中で、NPBを経験していない元選手としては初めての監督就任となる。監督就任を打診されたとき、近藤は「監督になって大丈夫ですか?」と球団側に質問したという。
初年度は3位に終わり、シーズン後に「地力のあるチームではない。先取点を守り抜くという戦いが多くなった中で、これを継続できず、最終盤に崩れてしまったことが全てだ」と総括した。
就任2年目となる2021年前期に初の半期優勝を達成。後期優勝は逃したものの、後期優勝の高知ファイティングドッグスとのリーグチャンピオンシップを制して監督として初の年間総合優勝を飾り、「NPB経験者じゃなくても、独立リーグの監督が務まることを示せた」とコメントした。
一方、NPBドラフト会議にはチームから前年に続いて指名者が出ず、「寂しさが残る形となった」と述べた。2022年の報道では、選手に出場機会を与えることを大事にすると述べ、地元出身の筋のよい選手を取ることでチーム力と観客動員の両方に好影響を与えられるという見方を示し、勝利と集客とNPB移籍のすべてを求めたいとした。
就任4年目となる2023年は、前年の主力が抜けた穴を埋めることができなかった上に、投手陣の離脱が続出したこともあり、球団創設19年目にして初めて前期、後期ともに最下位を喫した。四国新聞社の取材に対し、「来季は、1試合でも多く勝ちゲームを見せられるようにしていく」と雪辱を期する発言をしていた。しかし、シーズン終了後の11月13日に同年シーズンでの退任が発表され、同日開かれた球団のシーズン報告会では「前後期連続最下位は監督である私の責任」「自分の役割はここで一つ終わり。これからは一OBとして、外から香川を応援していきたい」と述べた。

## 詳細情報

### 独立リーグでの打撃成績
出典は四国アイランドリーグplusウェブサイトの各年度打撃成績表による。
| 年 度   | 球 団   | 試 合 | 打 席 | 打 数 | 得 点 | 安 打 | 二 塁 打 | 三 塁 打 | 本 塁 打 | 塁 打 | 打 点 | 盗 塁 | 盗 塁 死 | 犠 打 | 犠 飛 | 四 球 | 敬 遠 | 死 球 | 三 振 | 併 殺 打 | 打 率 | 出 塁 率 | 長 打 率 | O P S |
| ------- | ------- | ----- | ----- | ----- | ----- | ----- | -------- | -------- | -------- | ----- | ----- | ----- | -------- | ----- | ----- | ----- | ----- | ----- | ----- | -------- | ----- | -------- | -------- | ----- |
| 2005    | 香川    | 89    | 373   | 333   | 24    | 78    | 14       | 3        | 1        | 98    | 28    | 8     | -        | 6     | 1     | 23    | -     | 10    | 45    | -        | .224  | .303     | .302     | .605  |
| 2006    | 香川    | 86    | 384   | 325   | 48    | 96    | 18       | 6        | 3        | 126   | 38    | 17    | -        | 14    | 4     | 33    | -     | 8     | 49    | -        | .295  | .415     | .370     | .785  |
| 2007    | 香川    | 90    | 378   | 319   | 53    | 101   | 10       | 3        | 3        | 117   | 42    | 33    | -        | 1     | 8     | 36    | -     | 14    | 31    | -        | .317  | .395     | .401     | .796  |
| 2008    | 香川    | 61    | 236   | 207   | 36    | 60    | 9        | 4        | 3        | 77    | 34    | 11    | -        | 2     | 2     | 19    | -     | 6     | 27    | -        | .290  | .415     | .363     | .778  |
| 2009    | 香川    | 80    | 341   | 304   | 53    | 94    | 14       | 2        | 8        | 112   | 47    | 21    | -        | 3     | 0     | 27    | -     | 7     | 42    | -        | .309  | .447     | .379     | .826  |
| 2010    | 香川    | 55    | 190   | 176   | 18    | 40    | 6        | 1        | 0        | 48    | 17    | 3     | -        | 0     | 1     | 12    | -     | 1     | 30    | -        | .227  | .273     | .279     | .552  |
| IL：6年 | IL：6年 | 461   | 1902  | 1664  | 232   | 469   | 71       | 19       | 18       | 578   | 206   | 93    | -        | 26    | 16    | 150   | -     | 46    | 224   | -        | .282  | .380     | .354     | .734  |

- 各年度の太字はリーグ最高

### 背番号
- 9 （2005年 - 2006年）
- 3 （2007年 - 2010年）
- 33  （2012年 - 2023年）